# Kildin-Samisch
Kildin-Samisch (Кӣллт са̄мь кӣлл, Kiillt saam’ kiill) ook wel bekend als Oost-Samisch en Laps, is een Samische taal die wordt gesproken op het schiereiland Kola in het noordwesten van Rusland, dat tegenwoordig en ooit historisch werd bewoond door de Sami.
Kildin-Samisch wordt sinds de jaren tachtig in een uitgebreide versie van Cyrillisch geschreven. Het alfabet heeft drie varianten met enkele kleine verschillen in bepaalde letters, meestal in Ҋ vs. Ј en ‘ (apostrof) vs. Һ.
Merk op dat de letters Ӓ, Ҋ / Ј, Һ / '(apostrof), Ӆ, Ӎ, Ӊ, Ӈ, Ҏ, Ъ, Ь, Ҍ en Ӭ aanvankelijk geen woord zijn, omdat de letters kenmerken van voorgaande medeklinkers markeren of de geluiden die ze vertegenwoordigen komen in eerste instantie niet voor. Deze letters komen dus normaal gesproken niet in hoofdletters voor, behalve voor hoofdletters.
De letter Щ komt alleen voor in Russische leenwoorden.
De hoogste concentratie sprekers is vooral in de oblast Moermansk. Het is de grootste van de Oost-Samische talen qua aantal sprekers. De toekomst lijkt echter niet zo rooskleurig als die van Skolt-Samisch of Inari-Samisch, omdat de taal tegenwoordig slechts door heel weinig mensen actief wordt gebruikt. De Samische-talen die het dichtst bij Kildin liggen, zijn Ter-Samisch en Akkala-Samisch. Dit laatste wordt soms beschouwd als een dialect van Kildin-Samisch. Oorspronkelijk werd Kildin Sámi gesproken op het vasteland met de grootste aantallen van deze mensen in geclusterde gebieden en in de kustgebieden van het schiereiland Kola. Kildin-Samisch-sprekers zijn te vinden in landelijke en stedelijke gebieden, waaronder een in het administratieve centrum van de oblast Moermansk.

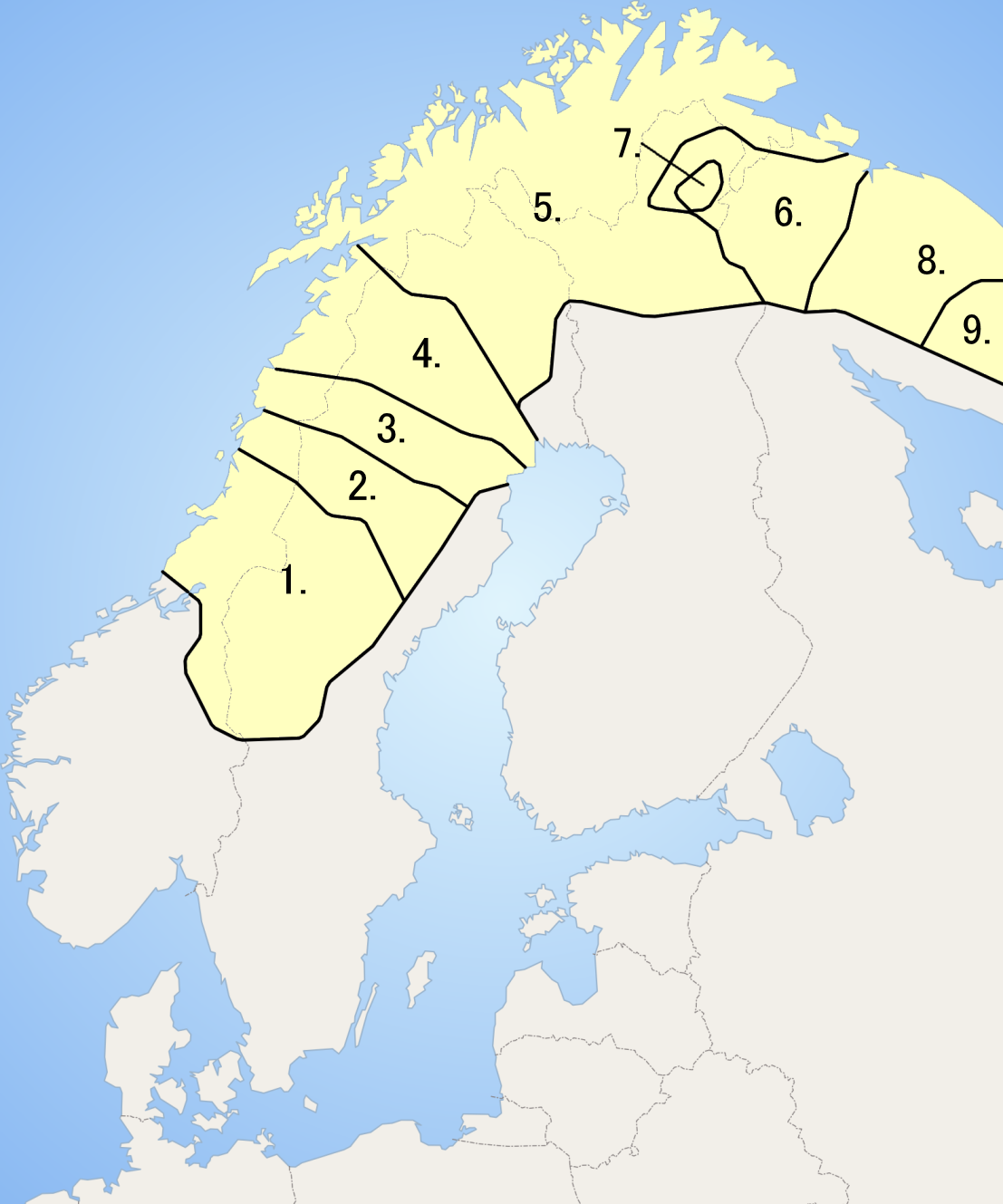
Nummer 8 op de kaart